# Cloverland (Washington)
Cloverland az Amerikai Egyesült Államok északnyugati részén, Washington állam Asotin megyéjében elhelyezkedő önkormányzat nélküli település.
Cloverland postahivatala 1903 és 1942 között működött. A településen található a korábban raktárként és bálteremként szolgáló, az ország történelmi helyeinek listáján is szereplő Cloverland Garage.

## Fordítás
Ez a szócikk részben vagy egészben  a   Cloverland, Washington című angol Wikipédia-szócikk ezen változatának fordításán alapul.  Az eredeti cikk szerkesztőit annak laptörténete sorolja fel. Ez a jelzés csupán a megfogalmazás eredetét és a szerzői jogokat jelzi, nem szolgál a cikkben szereplő információk forrásmegjelöléseként.